# Texhnolyze
Texhnolyze (wym. – téknolàiz; jap. – テクノライズ) – serial anime produkcji japońskiej z 2003 roku, w reżyserii Hiroshiego Hamasaki. Twórcą jest Yoshitoshi ABe. Serial łączy elementy science fiction, cyberpunku, dramatu oraz filmu psychologicznego. W Japonii serial emitowany był w Fuji TV.

## Dubbing

### Wersja japońska
| Postać                | Aktor              |
| --------------------- | ------------------ |
| Ichise                | Akira Haga         |
| Keigo Onishi          | Hiroshi Tsuchida   |
| Ran                   | Shizuka Itō        |
| Doc (DOKU)            | Shizumi Niki       |
| Shinji                | Masaya Kitade      |
| Kimata Motoharu       | Jôji Nakata        |
| Chief of Gabe         | Tekehiro Koyama    |
| Kazuo Yoshii          | Takashi Inoue      |
| Michiko Hirota        | Kumiko Sakuma      |
| Tetsuya Sakimura      | Akihiko Tonosaki   |
| Haru / Hal            | Mitsutoshi Okada   |
| Yo-ko                 | Yuko Kaida         |
| Hoshi Ken             | Seiji Sasaki       |
| Hirohisa Gotō         | Hidekatsu Shibata  |
| Izaki Ryūichi         | Kazuhiko Kishino   |
| Chūgen Takuya         | Shinji Kawada      |
| Mizuno Keitarō        | Saburô Kamei       |
| Kohagura Fuminori     | Yoshitada Ôtsuka   |
| Sonoda Akihisa        | Ōsei Egawa         |
| Tsujinaka Kenichirō   | Jun Hasumi         |
| Haruhiko Toyama       | Kōmyō Hoshi        |
| Ishii Kyōsuke         | Masahiko Tanaka    |
| Iwata Yasuaki         | Jin Horikawa       |
| Kugayama              | Kōji Koike         |
| Isogai                | Ichirô Nagai       |
| Takebe Motoyoshi      | Kazuhiro Daigoku   |
| Oonishi Mana          | Rei Igarashi       |
| Samukawa Yoshio       | Kōji Ishii         |
| Yamura                | Cha Fuu Hayashi    |
| Yagihashi Saburō      | Kashii Shōjin      |
| Masamune              | Kenichi Morozami   |
| Promotor (Aida)       | Eiji Yagisawa      |
| Sutener               | Matsuo Matsuo      |
| Matka Ishisa          | Yukie Maeda        |
| Mężczyzna z sex shopu | Toshitaka Heiya    |
| Kurier                | Satoshi Hakuchō    |
| Stary człowiek        | Wahei Iida         |
| Stary człowiek        | Hikojirō Matsumura |
| Prostytutka           | Kaori Ayaki        |
| Gracz                 | Jin Hoshikawa      |
| Kupiec                | Junichi Sugawara   |
| Stary górnik          | Ritsuo Sawa        |
| Prawda                | Masami Horikoshi   |
| Uczestnik             | Konbon Hiroshige   |

### Wersjaangielska
| Postać                             | Aktor                   |
| ---------------------------------- | ----------------------- |
| Ichise                             | Justin Gross            |
| Keigo Onishi                       | Patrick Seitz           |
| Ran                                | Carrie Savage           |
| Doc                                | Victoria Harwood        |
| Shinji                             | J.C. Miller             |
| Kimata / Właściciel Sklepu / Izaki | Michael McConnohie      |
| The Sage Of Gabe                   | Deem Bristow            |
| Kazuo Yoshii                       | Sam Riegel              |
| Michiko Hirota                     | Gina Grad               |
| Tatsuya Sakimura                   | Ivan Buckley            |
| Hal                                | Josh Phillips           |
| Yoko                               | Tamara Santana          |
| Hirohisa Gotou                     | William Morgan Sheppard |
| Mizuno Keitarou                    | JB Blanc                |
| Tsujinaka Kenichirou               | William Knight          |
| Haruhiko Toyama / Saburo Yagihashi | Liam O’Brien            |
| Mari                               | Wendee Lee              |
| Maru                               | Jonas Ball              |
| Zushi                              | Steven Bendik           |
| Kohakura                           | Michael Forest          |
| Kugayama                           | Howard Clarendon        |
| Goh / Masamune / Yono / Machiyama  | Brian Conway            |
| Kano                               | Freddy Douglas          |
| Kohakura                           | Alfred Thor             |
| Kyosuke Ishii                      | Lance J. Holt           |
| Inui                               | Taliesin Jaffe          |
| Iwata                              | Kirk Thornton           |
| Zabójca / Yoichi                   | Jonathan C. Osborne     |
| Okugawa / Jinbo / Mężczyzna 4      | John E. Breen           |
| Służący                            | Kirsty Pape             |
| Kochanka Promotora                 | Erica Shaffer           |
| Promotor                           | Doug Stone              |
| Reprezentant z klasy               | Tim Holden              |
| Głos z radio                       | Steve Weinstein         |

## Ekipa
- Reżyseria – Hiroshi Hamasaki
- Scenariusz – Chiaki Konaka, Noboru Takagi, Noshi Yoshida, Takeshi Konuta
- Muzyka – Keiji Urata, Hajime Mizoguchi
- Montaż – Takeshi Seyama
- Scenografia – Kinsu Eishun
- Produkcja – Yasuyuki Ueda, Henry Gotou, Satoshi Shikata, Yoshimichi Murata
- Animacja – Shigeo Akahori

## Odcinki
1. Stranger
2. Forfeiture
3. Texhnophile
4. Synapse
5. Loiter
6. Repetition
7. Plot
8. Crucible
9. Wiggle
10. Conclusion
11. Vagrant
12. Precognition
13. Vista
14. Rejection
15. Shapes
16. Strain
17. Dependence
18. Throne
19. Heavenward
20. Hades
21. Encephalopathy
22. Myth

## Nawiązania
- Ukazanie świata na powierzchni w ostatnich odcinkach inspirowane było twórczością amerykańskiego malarza Edwarda Hoppera.